# Маскар, Элётер-Эли-Никола
Элётер-Эли-Никола Маскар (фр. Éleuthère Élie Nicolas Mascart; 1837—1908) — французский физик.
Член Парижской академии наук (1884), иностранный член Лондонского королевского общества (1892), член-корреспондент Петербургской академии наук (1891).
В 1858 г., окончив курс École Normale Supérieure, остался при ней в качестве консерватора при физической лаборатории и в 1864 г. защитил докторскую диссертацию. Затем преподавал физику в Collège Chaptal, а с 1872 г. занял кафедру Реньо в Collège de France.
В 1878 г. назначен директором Центрального метеорологического бюро, и членом Международного бюро мер и весов.
Известен своими работами по физике (главным образом по оптике) и метеорологии (особенно конструкцией самопишущих приборов для исследования земного магнетизма), а также своими весьма распространенными сочинениями по физике: «Elements de Mécanique» (1866), «Traité d’électricité Statique» (1876), «Leçons sur l’électricité et le magnétisme» (1888; вместе с Жубером) и «Traité d’Optique» (1889—1894).
Сын Марсель Бриллюэн и внук Леон Бриллюэн также физики.